# قرار مجلس الأمن التابع للأمم المتحدة رقم 1480
قرار مجلس الأمن التابع للأمم المتحدة رقم 1480، المتخذ بالإجماع في 19 أيار / مايو 2003، بعد إعادة التأكيد على قراراته السابقة بشأن تيمور الشرقية ، ولا سيما القرار 1410 (2002) و1473 (2003)، مدد المجلس ولاية بعثة الأمم المتحدة لدعم تيمور الشرقية لمدة اثني عشر شهرًا حتى 19 مايو 2004.
وأشاد مجلس الأمن بجهود حكومة وشعب تيمور الشرقية في تطوير المؤسسات من أجل دولة مستقلة تقوم على القيم الديمقراطية. كما أُثني على بعثة الأمم المتحدة لتقديم الدعم في تيمور الشرقية لتطوير البنية التحتية والإدارة العامة وإنفاذ القانون وقدرات الدفاع. وعلاوة على ذلك، كان التقدم المحرز في العلاقات الدبلوماسية بين تيمور الشرقية وإندونيسيا موضع ترحيب وتم التأكيد على التقدم المحرز فيما يتعلق بالأمن وترسيم الحدود وتقديم المسؤولين عن أعمال عام 1999 إلى العدالة.
وشدد القرار على أولوية تحسين قدرات الشرطة الوطنية لتيمور الشرقية، ونقل السلطة من بعثة الأمم المتحدة لتقديم الدعم في تيمور الشرقية إلى حكومة تيمور الشرقية، والدعم الدولي طوال العملية. وأشار المجلس إلى الاستراتيجية العسكرية الواردة في تقرير للأمين العام كوفي عنان.

## روابط خارجية
- نص القرار في undocs.org